# Almalaguês
Almalaguês ist eine Gemeinde im mittleren Portugal. Bis zur Gebietsreform im September 2013 war es die flächenmäßig größte Gemeinde des Kreises Coimbra.

## Geschichte und Ortsnamen
Funde und Spuren deuten auf eine Besiedlung durch Keltiberer und Römer.
Der heutige Ort geht vermutlich zurück auf ein Landgut, das bis 1088 dem Araber Zoleimam Almalaki gehörte und der danach vertrieben wurde. Vermutlich wurde das Landgut im Verlauf der Reconquista und deren Neubesiedlungen der Ausgangspunkt für die Entstehung des heutigen Ortes. Eine andere Theorie führt den Ortsnamen auf eine andere, ebenfalls arabische Herkunft. So soll der Ortsname aus dem arabischen „Al“ und der Bezeichnung für hier niedergelassene Siedler aus dem damals ebenfalls arabischen Málaga sein.
Nach der endgültigen christlichen Eroberung Coimbras 1064 wurde die Burg von Bera als Teil der Verteidigungslinie gegen die von Süden andrängenden Araber errichtet. Die Reste des Verteidigungsturms im Gemeindeort Bera zeugen von der umkämpften Gegend während der Reconquista.
Erstmals offiziell dokumentiert wurde Almalaguês im 12. Jh.

## Verwaltung
Almalaguês ist Sitz einer gleichnamigen Gemeinde (Freguesia) im Kreis (Concelho) Coimbra. In ihr leben 2853 Einwohner auf einer Fläche von 23 km² (Stand 19. April 2021).
Folgende Ortschaften und Ortsteile liegen in der Gemeinde:
| - Abelheira - Almalaguês - Anaguéis - Bera - Braçais | - Carpinteiros - Cartaxos - Casal dos Matos - Casal Novo - Cestas | - Chainça - Flor da Rosa - Monforte - Monte de Bera - Outeiro de Bera | - Portela do Casal Novo - Portela do Gato - Quinta do Colaço - Quinta do Sebal - Ribeira | - Rio de Galinhas - Torre de Bera - Tremoa - Vale de Cabras - Senhora da Alegria |